# Witalij Mandzyn
Witalij Ihorowycz Mandzyn (ukr. Віталій Ігорович Мандзин; ur. 5 kwietnia 2003 w Tarnopolu) – ukraiński biathlonista, srebrny medalista mistrzostw świata juniorów.
Na arenie międzynarodowej pierwszy raz pojawił się w 2020 roku, startując na igrzyskach olimpijskich młodzieży w Lozannie. Zajął tam 24. miejsce w biegu indywidualnym, 23. w sprincie, 17. w biegu pościgowym i 7. w sztafecie. Na mistrzostwach świata juniorów w Otepää w 2024 wywalczył srebrny medal w sztafecie.
W zawodach Pucharu Świata zadebiutował 9 grudnia 2022 roku w Hochfilzen, zajmując 89. miejsce w sprincie. Pierwsze pucharowe punkty zdobył 5 stycznia 2024 roku w Oberhof, gdzie zajął 31. miejsce w tej samej konkurencji. 

## Osiągnięcia

### Mistrzostwa świata
| Rok  | Miejscowość | Konkurencje | Konkurencje | Konkurencje | Konkurencje | Konkurencje | Konkurencje | Konkurencje |
| Rok  | Miejscowość | IN          | SP          | PU          | MS          | RL          | MR          | SR          |
| ---- | ----------- | ----------- | ----------- | ----------- | ----------- | ----------- | ----------- | ----------- |
| 2025 | Lenzerheide | 17.         | 36.         | 19.         | 27.         | 8.          | –           | –           |

### Mistrzostwa świata juniorów
| Rok  | Miejscowość | Konkurencje | Konkurencje | Konkurencje | Konkurencje | Konkurencje | Konkurencje | Konkurencje |
| Rok  | Miejscowość | IN          | SP          | PU          | MS          | RL          | MR          | SR          |
| ---- | ----------- | ----------- | ----------- | ----------- | ----------- | ----------- | ----------- | ----------- |
| 2023 | Szczuczyńsk | 50.         | 21.         | 17.         | –           | 11.         | 9.          | nd.         |
| 2024 | Otepää      | 19.         | 10.         | -.          | –           | 2.          | 8.          | nd.         |

### Mistrzostwa Europy
| Rok  | Miejscowość | Konkurencje | Konkurencje | Konkurencje | Konkurencje | Konkurencje | Konkurencje | Konkurencje |
| Rok  | Miejscowość | IN          | SP          | PU          | MS          | RL          | MR          | SR          |
| ---- | ----------- | ----------- | ----------- | ----------- | ----------- | ----------- | ----------- | ----------- |
| 2024 | Osrblie     | 16.         | 12.         | DNS         | –           | –           | 9.          | nd.         |

### Puchar Świata

#### Miejsca w klasyfikacji generalnej
| Sezon     | Miejsce |
| --------- | ------- |
| 2022/2023 | -       |
| 2023/2024 | 76.     |
| 2024/2025 | 31.     |

#### Miejsca na podium chronologicznie
Mandzyn nie stawał na podium zawodów PŚ.